# Ministério das Cidades
Das Ministério das Cidades (MCidades), deutsch Städteministerium oder Ministerium für Städte, war ein brasilianisches Ministerium mit dem Aufgabenbereich der Verbesserung des urbanen Lebensraums der Bevölkerung. Es wurde 2003 unter der Regierung von Lula da Silva gegründet und hatte seinen Sitz in der Hauptstadt Brasília. Letzter Minister im Kabinett Temer war seit November 2017 Alexandre Baldy.
Die Amtsbezeichnung lautete Ministro das Cidades, auf Deutsch übersetzt Städteminister oder Minister für Städte. Das Ministerium vereinigte einige Aufgabenbereiche aus den Ressorts anderer Ministerien und zu deren Unterstützung, darunter Umweltsanierung, Wohnungsbau und Wohnungseigentum, städtischer Verkehr, Stadtentwicklungsplanung. Es unterstützte die legislativen Vorgaben aus dem Stadtstatut, das diese Aufgaben auf kommunaler Ebene umsetzt.
Es wurde durch die Regierung Jair Bolsonaros aufgelöst und ging am 1. Januar 2019 in das Ministério do Desenvolvimento Regional (MDR. deutsch Ministerium für Regionalentwicklung) über.

## Nationale Sekretariate
Dem Ministerium unterstanden vier bundesstaatliche Hauptsekretariate:
- Secretaria Nacional de Desenvolvimento Urbano
- Secretaria Nacional de Habitação
- Secretaria Nacional de Mobilidade Urbana
- Secretaria Nacional de Saneamento Ambiental

## Organisationen und Unternehmen
- Companhia Brasileira de Trens Urbanos (CBTU)
- Conselho das Cidades (ConCidades)
- Departamento Nacional de Trânsito (Denatran)
- Empresa de Trens Urbanos de Porto Alegre S.A. (Trensurb)[1] - Metrô de Porto Alegre

## Minister
| Nr. | Name                     | Bild | Partei | Amtsbeginn        | Amtsende          | Präsidentschaft           |
| --- | ------------------------ | ---- | ------ | ----------------- | ----------------- | ------------------------- |
| 1   | Olívio Dutra             |      | PT     | 1. Januar 2003    | 20. Juli 2005     | Luiz Inácio Lula da Silva |
| 2   | Márcio Fortes de Almeida |      | PP     | 21. Juli 2005     | 31. Dezember 2010 | Luiz Inácio Lula da Silva |
| 3   | Mário Negromonte         |      | PP     | 1. Januar 2011    | 2. Februar 2012   | Dilma Rousseff            |
| 4   | Aguinaldo Ribeiro        |      | PP     | 7. Februar 2012   | 17. März 2014     | Dilma Rousseff            |
| 5   | Gilberto Occhi           |      | PP     | 17. März 2014     | 1. Januar 2015    | Dilma Rousseff            |
| 6   | Gilberto Kassab          |      | PSD    | 1. Januar 2015    | 15. April 2016    | Dilma Rousseff            |
| 7   | Inês da Silva Magalhães  |      |        | 15. April 2016    | 12. Mai 2016      | Dilma Rousseff            |
| 8   | Bruno Araújo             |      | PSDB   | 12. Mai 2016      | 13. November 2017 | Michel Temer              |
| 9   | Alexandre Baldy          |      | PP     | 22. November 2017 | 1. Januar 2019    | Michel Temer              |

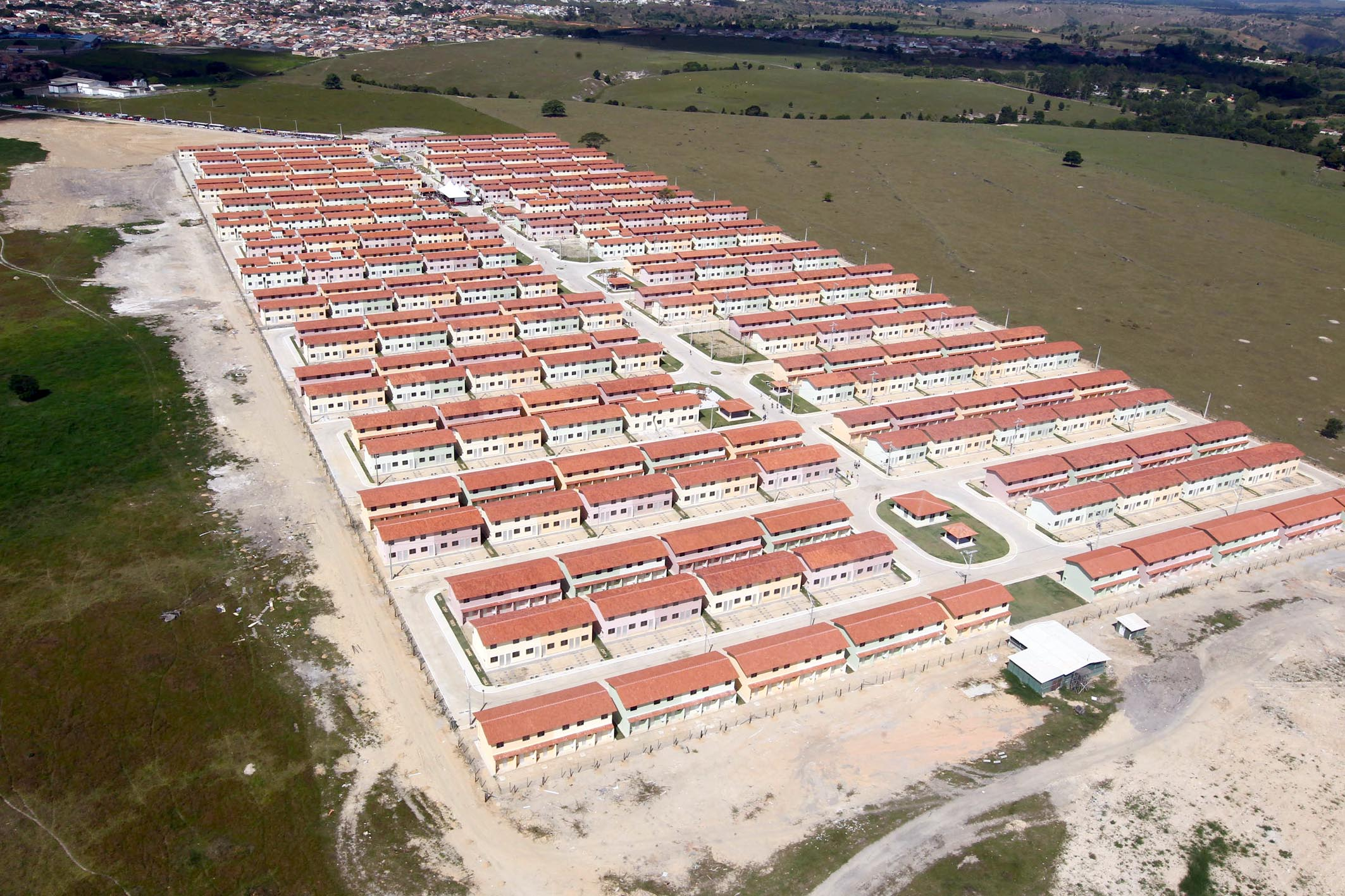
Beispiel einer Wohnungsbau-maßnahme des Programms Minha Casa, Minha Vida in Eunápolis (Bahia).

Ein Slogan, Kampagne und Programm ist z. B. das bleibende Minha Casa, Minha Vida (Mein Haus, mein Leben).